# Celia Deane-Drummond
Celia Evangeline Deane-Drummond (* 1956) ist eine britische Biologin und Theologin. Sie ist Professorin für Katholische Theologie an der University of Notre Dame (USA), lehrt Systematische Theologie in Beziehung zur Biologie, besonders Evolution, Ökologie, Genetik, und Bioethik, besonders Nachhaltigkeit, Ökotheologie und öffentliche Theologie.

## Leben und Werk
Sie erwarb den BA (Honours)/MA in Naturwissenschaften (Botanik) an der University of Cambridge. Das Doktorat folgte 1980 in Pflanzenphysiologie an der Reading University. Weitere Studien folgten an der University of British Columbia (UBC), Vancouver. Dort fand sie zur Theologie und sie machte einen Abschluss in Christian Studies am Regent College. Danach wurde sie Fellow in Botanik an der Cambridge University, bevor sie eine Lektorin an der Durham University wurde. Darauf verließ sie ihre erste akademische Karriere und erwarb einen BA (Hons) in Theologie beim CNAA am Trinity College, Bristol. Das Doktorat in systematischer Theologie folgte an der Manchester University. Dem schloss sich ein PGCE an der Manchester Metropolitan University an. Ihre erste Anstellung fand sie an der University of Chester 1994, wo sie zur ersten Direktorin des Centre for Religion and the Biosciences wurde. Den Titel Professorin führt sie seit 2000.
2011–2018 war sie Vorstand des European Forum for the Study of Religion and the Environment (EFSRE). 2011 wurde sie als Professorin für Theologie an die University of Notre Dame berufen, 2015 wurde sie Gründungsdirektorin des Center for Theology, Science and Human Flourishing. 2012 war sie Gastprofessorin in Theologie und Naturwissenschaften an der Durham University.
Ihre Forschungsinteressen richten sich auf den Grenzbereich von Theologie und Natur- und Sozialwissenschaften, insbesondere die evolutionäre Anthropologie. Sie schrieb ein Buch zur neuen Ökotheologie. Sie ist assoziiert der Fakultät für Theology and Religious Studies an der University of Oxford und leitet an der jesuitischen Campion Hall das neue Laudato Si' Institute.
Sie ist verheiratet und hat zwei Kinder.

## Schriften
- Theological Ethics Through a Multispecies Lens: The Evolution of Wisdom, Bd. 1, Oxford: Oxford University Press, 2020, ISBN 978-0-19-884334-4
- Theology and Evolutionary Anthropology: Dialogues in Wisdom, Humility and Grace. Hrsg. mit Agustín Fuentes, London: Routledge, 2020, ISBN 978-0-367-22180-5
- On Care for Our Common Home: Theology and Ecology Across the Disciplines. Editor, mit Rebecca Artinian-Kaiser. Religion and the University Series, Hrsg.: Oliver Crisp, Gavin D’Costa, Mervyn Davies, Peter Hampson. London: Bloomsbury, 2018.
- Religion in the Anthropocene. Hrsg. mit Sigurd Bergmann und Markus Vogt. Eugene/ORE: Wipf and Stock, 2017.
- Ecology in Jürgen Moltmann’s Theology, Eugene/ORE: Wipf and Stock, 2016.
- Technofutures, Nature and the Sacred: Transdisciplinary Perspectives. Hrsg. mit Sigurd Bergmann und Bronislaw Szerszynski. Farnham: Ashgate, 2015.
- Religion and Ecology in the Public Sphere, hrsg. mit Heinrich Bedford-Strohm, London, Continuum, 2011.
- Ecotheology, Darton, Longman & Todd, 2008, ISBN 978-0-232-52616-5